# جو إنجل (رائد فضاء)
جو إنجل (بالإنجليزية: Joe Engle)‏ (و. 1932 – 10 يوليو 2024) هو ضابط، ورائد فضاء، وطيار اختبار، ومهندس فضاء جوي، ومهندس، وطيار من الولايات المتحدة الأمريكية . ولد في تشابمان.

## ريادة الفضاء
شارك في المهمات الفضائية:
- STS-2
- STS-51-I.

## التعليم
تعلم في جامعة كانساس.

## الخدمة العسكرية
خدم في القوات الجوية الأمريكية.

## جوائز
حصل على جوائز منها:
- جائزة الشجاعة طيران
- جائزة حرمون.